# Special Activities Center
Das Special Activities Center (SAC) ist eine Spezialeinheit des US-amerikanischen Auslandsnachrichtendienstes Central Intelligence Agency (CIA), die für verdeckte und paramilitärische Operationen zuständig ist. Bis 2016 hieß die Einheit Special Activities Division (SAD). Innerhalb des SAC gibt es zwei getrennte Gruppen: SAC/SOG (Special Operations Group) für taktische paramilitärische Operationen und SAC/PAG (Political Action Group) für verdeckte politische Aktionen.

## Überblick
Das SAC ist dem Directorate of Operations der CIA, dem ehemaligen National Clandestine Service, unterstellt. Es wurde 1995 von Brigadegeneral William G. Boykin gegründet, dem ehemaligen Kommandeur der Delta Force, einer US Army-Spezialeinheit für Antiterrorkampf und verdeckte Operationen, als dieser zur CIA wechselte und die Leitung der neuen Einheit übernahm. Mitte der 1990er Jahre kam die Regierung der USA zu dem Schluss, die Verantwortung und Leitung für verdeckte militärische Operationen wieder verstärkt von den Streitkräften zum Nachrichtendienst CIA hin zu verschieben, um im Falle einer Aufdeckung und Enttarnung in der Lage zu sein, eine offizielle Verantwortung glaubwürdig abstreiten zu können, was bei einer eventuellen Anklage von US-Militärangehörigen durch ausländische Staaten aus rechtlichen Gründen nicht möglich ist. CIA-intern wollte man das militärische Know-how ehemaliger Mitglieder von Spezialeinheiten gewinnen, mit nachrichtendienstlicher Einsatzmethodik kombinieren und die bereits vorhandenen Fähigkeiten in einer neuen Einheit (Abteilung) bündeln.

## Organisation und Auftrag
Der offizielle Aufgabenbereich der Einheit wird unscharf als „Military Special Projects“ („MSP“) beschrieben. Organisatorisch ist sie der paramilitärische Arm der CIA und somit eine Querschnittsabteilung, die immer dann zum Einsatz kommt, wenn eine der anderen Abteilungen der CIA sie anfordert. Entsprechend weitgefächert ist ihr Einsatzprofil und kann als das Ausführen verdeckter paramilitärischer Operationen zusammengefasst werden. Darunter fällt die ganze Bandbreite der auch bei bestimmten militärischen Spezialeinheiten, wie bei der Delta Force oder der Naval Special Warfare Development Group (dem ehemaligen Seal-Team Six), vorhandenen Fähigkeiten, wie:
- Infiltration und Exfiltration auf dem See-, Luft- und Landweg
- sämtliche Fallschirmsprungverfahren, z. B. HALO- und HAHO-Sprungtechnik
- unkonventionelle Kriegführung
- direkte Kampfeinsätze
- Antiterrorkampf (u. a. Geiselbefreiung und Häuserkampf)
- nachrichtendienstliche Operationen, wie Spionage und Gegenspionage
- Sabotage
- gezielte Tötungen[2][3][4]
- Fernaufklärung
- Rekrutierung, Ausbildung und Führung von einheimischen Militär- und Geheimdienstkräften

Die aktuelle Stärke der Einheit ist geheim (wird auf einige Hundert geschätzt), flexibel, auftragsabhängig und jederzeit offiziell bestreitbar. Je nach Auftrag werden in Zusammenarbeit mit der zuständigen CIA-Operationsabteilung, die das SAC einsetzt, so genannte Special Operations Groups zusammengestellt, die dann unter der Leitung des lokal zuständigen Chief of Station (COS) der CIA stehen. Die Teamgröße reicht normalerweise von vier bis zwölf Operatoren, kann aber manchmal auch nur aus einem Operator bestehen (siehe auch Task Force (Militär)).

## Unterabteilungen
Das SAC gliedert sich in drei Unterabteilungen, die als „Branches“ bezeichnet werden:

### Ground Branch
Die Ground Branch hat die vielfältigsten Aufgaben der drei Unterabteilungen. Ihre Mitglieder sind sowohl in sämtlichen militärischen Spezialeinsatztechniken als auch in klassischer operativer Nachrichtendiensttätigkeit ausgebildet.

### Air Branch
Die CIA operiert mit getarnt kontrollierten zivilen Fluggesellschaften, deren bekannteste Air America (während des Vietnam-Krieges) war. Mit ihnen werden sämtliche verdeckten Lufttransporte der CIA durchgeführt. Dabei steht jeder Flugzeugtyp, der benötigt wird, zur Verfügung. Die Piloten des SAC gelten als extrem vielseitig. Oft sind es ehemalige Angehörige der Night Stalker.

### Maritime Branch
Operatoren dieser Unterabteilung haben den gleichen Ausbildungsstand wie die der Ground Branch, allerdings mit dem Schwerpunkt Kampfschwimmerfähigkeit und amphibische Operationen, wie zum Beispiel Jet-Ski-Aufklärung und Geiselrettung in feindlichem Küstengebiet. Hier finden meist ehemalige Seals Verwendung.

## Rekrutierung und Ausbildung
Anders als bei den üblichen CIA-Operatoren (Agenten) rekrutieren sich die SAC-Einsatzkräfte regelmäßig aus ehemaligen Soldaten der Delta Force, den Navy Seals, den Green Berets, dem Marine Corps Forces Special Operations Command oder den United States Army Rangers, aber bei Bedarf auch aus zivilen Behörden, wie der Drug Enforcement Administration (DEA) oder lokalen SWAT-Einheiten der Polizei. Ausbildungsort ist entweder das CIA-Ausbildungszentrum Camp Peary (landläufig auch als The Farm bekannt) bei Williamsburg im Bundesstaat Virginia oder geheime Ausbildungseinrichtungen auf der ganzen Welt. Es werden aber auch zivile (private) Trainingseinrichtungen genutzt, wie die John Shaw’s Mid South School, TEES und Gunsite für die Schießausbildung. Der Umgang mit Handfeuerwaffen und Scharfschützengewehren, zum Beispiel auch Anti-Scharfschützenkampf (Countersniping ––> Scharfschützenduell), aller Art stellt einen besonderen Ausbildungsschwerpunkt dar. Die instinktive, schnelle und sichere Handhabung in jeder Situation hat oberste Priorität.

## Geschichte
Operatoren der Ground Branch gelang es während der Operation Desert Shield (Irak) 1990 mehrfach die irakischen Linien in und um Kuwait zu durchbrechen und die belagerte US-Botschaft zu erreichen.
Der Air Branch war an diversen Einsätzen beteiligt, wie beispielsweise bei Sea Spray, einer geheimen Lufttransporteinheit der US Army und CIA, stellte den verdeckten Waffennachschub der Contras (Guerilleros) in Nicaragua sicher und versorgte die UNITA-Rebellen in Angola mit Nachschub.
Die Maritime Branch unterstützte ebenfalls die Contras in Nicaragua durch Ausbildung in Unterwasser-Sabotage (siehe auch Unterwasserwaffe) und Minenlege-Operationen in Häfen der Sandinistas. Im Jahr 1991 bildete diese Unterabteilung Teams der Green Berets in Geiselrettung mittels modifizierter Jet-Skis während der Operation Desert Storm (Irak) aus.

## Einsätze
Die Einheit ist weltweit, zuletzt hauptsächlich in Afghanistan und im Irak im Einsatz gewesen.